# Chasmoptera huttii
Chasmoptera huttii är en insektsart som först beskrevs av John Obadiah Westwood 1848.  Chasmoptera huttii ingår i släktet Chasmoptera och familjen Nemopteridae. Inga underarter finns listade i Catalogue of Life.